# Zamrożenie cen
Zamrożenie cen – jest to instrument polityki gospodarczej państwa, który polega na zakazie podwyższania cen i płac. Zamrożenie cen ma na celu zahamowanie inflacji. Stosuje się je głównie w okresach reflacyjnych wywołanych napiętą sytuacją ekonomiczną, polityczną lub wojenną. Skuteczność zamrożenia cen zależy od stosowanych sankcji i instytucjonalnych możliwości kontroli.